# Viaje a pie

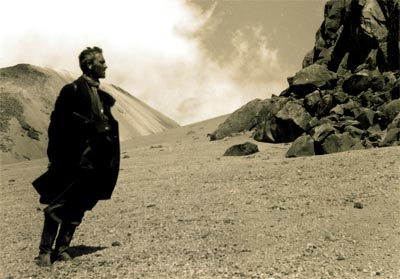
El escritor Fernando González en el Nevado del Ruiz en 1929 durante el recorrido que inspiró Viaje a pie.

Viaje a pie es un libro del escritor, filósofo y abogado colombiano Fernando González Ochoa, publicado por primera vez a mediados de 1929 en Francia y distribuido ese mismo año en Colombia.
Es un relato del viaje realizado por el autor en compañía de Benjamín Correa (su secretario del juzgado y compañero de viajes) entre el 21 de diciembre de 1928 al 18 de enero de 1929. por parte del occidente colombiano.
El viaje, hecho a pie, a caballo y en tren, partió de la ciudad antioqueña de Envigado, pasando por El Retiro, La Ceja, Abejorral, Aguadas, Pácora, Salamina (Caldas), Aranzazu (departamento de Caldas), Neira, Manizales, Cali, Buenaventura, Armenia (Quindío) y lo que medio siglo después sería el parque nacional natural Los Nevados, para retornar al punto de partida, Envigado. 
La descripción de la variación abrupta del paisaje andino de Colombia se contrasta con sus interpretaciones filosóficas del pensamiento humano de la zona cafetera, antioqueña, valluna y del pacífico. Es una obra donde el andar se vuelve motivo de reflexión a medida que en él se topan los paisajes, los poblados y las gentes. 

## Objetivos y argumento
Pensar en el país y sus posibilidades desde esos encuentros del pensamiento individual con una geografía arisca, soñar con el mundo posible y el yo añorado, pelear cuando esas ilusiones parecen imposibles, son los temas presentes en el libro, como se trasluce en las siguientes sentencias, tomadas del libro al azar:
"El fin de la vida es adquirir capacidad para morir alegremente."
"¡Cuán propia es esta vida moderna, rápida, difícil y varia, para perder toda fe, para ir por la vida como madero agua abajo!"
"Nuestro destino es irremediable y nadie tiene la culpa de él."
El ánimo, esa fuerza desconocida que nos hace amar, creer y desear más o menos intensamente. El ánimo, que no es la inteligencia, sino la fuente del deseo, del entender y el obrar.
... cuando un hombre y una mujer se atraen, eso se verifica por sus ritmos; es porque unidos son importantísimos para la economía del universo.
En la "Presentación" de la edición de 1967, el poeta Gonzalo Arango expone la esencia de Viaje a pie así: 
La vida no es un sueño, es un viaje: un viaje a pie. Y para viajar hay que estar despierto, ¿no?
Despierte, pues, si quiere leer a Fernando González. Usted preguntará: ¿A dónde lleva ese viaje?
Yo digo: el hombre no tiene sino sus dos pies, su corazón, y un camino que no conduce a ninguna parte.
Pero ante este libro la respuesta es muy simple: este viaje conduce a usted mismo."
VIAJE A PIE es eso: una excitación y un camino; un camino del laberinto que conduce al conocimiento de este misterio que es el hombre, el ser que ha explicado todo, menos a sí mismo.

## Crítica
De esta obra dijo el crítico Baldomero Sanín Cano, poco después de aparecido el libro: 
“El libro de González fue escrito por un patriota que tiene de la colombianidad un concepto libérrimo. Para él nuestro país existe con el objeto de que acerca de él diga cada uno la verdad, su verdad del momento, cualesquiera que sean las circunstancias y sin temor a las consecuencias. De lo cual ha venido a resultar un libro profético. Este hombre valerosísimo se puso a contemplar la fruta por todas partes y de su observación dedujo que estaba no solamente madura sino cerca de la putrefacción y que iba a caerse. La culpa de ese lastimoso estado es la educación del pueblo, la ignorancia privada fundamental, bautizada con el título de educación pública en que han tenido a Colombia durante nueve lustros sus dirigentes políticos y sus directores espirituales. En ese viaje a pie, Fernando González estudió en sí mismo y en las gentes del tránsito la deformación operada en el cuerpo, en el espíritu de los colombianos, en las formas sociales, en las nociones más importantes como el amor, la justicia y el arte, por un sistema aplicado con tenacidad y no sin talento por los directores de la nación colombiana en las dos últimas generaciones.”

## Ediciones
- Primera edición: París, “Le Livre Libre”, octubre de 1929. Con dibujos de Alberto Arango Uribe.
- Segunda edición: Bogotá, Tercer Mundo, Colección Antología del Pensamiento Colombiano, septiembre de 1967. Presentación de Gonzalo Arango.
- Tercera edición: Medellín, Bedout, s.f. (C.1969).
- Cuarta edición: Medellín, Bedout, enero de 1974.
- Quinta edición: Bogotá, La Oveja Negra, 1985.
- Sexta edición: Medellín, Universidad de Antioquia, octubre de 1993.
- Séptima edición: Medellín, Universidad de Antioquia, diciembre de 1995.
- Octava edición: Medellín, Fondo Editorial Universidad EAFIT - Corporación Otraparte, diciembre de 2010.
- Edición en internet Viaje a pie. Sepuede descargar gratuitamente desde: Viaje a pie.

## Influencia
Las obras de Fernando González, y en particular su Viaje a pie, influyeron desde un comienzo en la generación post centenarista, llegando a ser decisiva en el origen del movimiento literario de los nadaistas:
"... debíamos mantener cierta veneración por el maestro Fernando González, dijo el profeta, quien tenía en preparación un libro que sería la hecatombe, el Libro de los viajes o de las presencias. Fernando González es el maestro que esperaba Latinoamérica, el único pensador que trasciende las roñosas fronteras de la inmanencia. Lleva 30 años predicando en el desierto y es nuestro deber abrirlo a las mentes. Así hablaba Gonzalo Arango, y era en el año de 1959."
"... como todo movimiento de vanguardia, miraron hacia atrás, buscando predecesores que los respaldaran para así acrecentar su impulso demoledor. Allí estaba, en su finca de "Otraparte", en Envigado, aguardándolos, el escritor antioqueño Fernando González."